# Danmark for Folket
Danmark for Folket er en propagandafilm fra 1937 instrueret af Valdemar Lauritzen.

## Handling
Socialdemokratisk propagandafilm produceret på foranledning af Hovedorganisationens Informations- og Propagandaafdeling. Skabt til at understøtte partiprogrammet, der havde sloganet "Danmark for Folket" frem mod valget i 1938. Filmen følger den unge lagerforvalter Hennings politiske vækkelse gennem mødet med den unge DSU'er Inger og partiets 'klare og fornuftige politik'. 
Filmen dækker flere af partiets aktiviteter, fra redaktionen af Socialdemokratiets avis, Social-Demokraten, over sangkor i DSU under ledelse af Harald Bergstedt og arbejderhøjskolen i Roskilde. Statsminister Thorvald Stauning har en stor rolle som taler på Roskilde Højskole, mens Ib Schønberg og Arthur Jensen lægger stjernestøv til portrættering af den godmodige splittelse mellem socialdemokrater og kommunister. Filmen er bygget op som en spillefilm med en kærlighedshistorie som den drivende kraft.

## Medvirkende
- Sigfred Johansen - Henning, lagerforvalter
- Lise Thomsen - Inger, DSU-pige
- Johannes Meyer - kaptajn Johansen, Hennings far
- Frida Budtz Müller - Charlotte Johansen, Hennings mor
- Asbjørn Andersen - Ole, socialdemokrat
- Karen Marie Løwert - Tove, Oles veninde
- Ib Schønberg - Martin, chauffør
- Arthur Jensen - Olsen, chauffør
- Tove Wallenstrøm
- Johannes Andresen
- Thorvald Stauning